# Sergej Skripal
Sergej Viktorovitsj Skripal (Russisch: Серге́й Ви́кторович Скрипа́ль, uitspr.: [sʲɪrˈɡʲej skrʲɪˈpalʲ]) (Kiev, 23 juni 1951) is een voormalig medewerker van de Russische militaire inlichtingendienst GROe, en tevens een voormalig dubbelspion.
Op 4 maart 2018 werden hij en zijn dochter Joelia, die bij hem op bezoek was uit Moskou, vergiftigd met het zenuwgif novitsjok. Vanaf 15 maart 2018 verbleven ze in kritieke toestand in het Salisbury District Hospital. Joelia werd op 10 april uit het ziekenhuis ontslagen. Sergej volgde op 18 mei 2018.
De vergiftiging wordt onderzocht als een poging tot moord. Kort na het incident verklaarde de Russische regering dat ze geen informatie had over de nationaliteit van Sergej Skripal; de Britse politie zei dat hij een Brits staatsburger is.

## Biografie
In 1972 voltooide Skripal de militaire school in Kaliningrad, waar hij een gekwalificeerd sappeur-parachutist werd. Daarna studeerde hij aan de Militaire Engineering Academy in Moskou en diende vervolgens in de Sovjet Airborne-troepen.
Skripal ging werken bij de militaire inlichtingendienst (GROe) van de Luchtlandingstroepen. In het begin van de jaren negentig werd hij als GROe-officier gestationeerd op de ambassade in Malta. In 1994 kreeg hij een functie in het kantoor van de militaire attaché in Madrid, Spanje. Volgens de Russische geheime dienst, FSB, en andere bronnen, werd hij in 1995 in Spanje gerekruteerd door de Britse inlichtingenagent Pablo Miller, die toen gebruik maakte van de naam Antonio Alvarez de Hidalgo. Volgens door The Times geciteerde intelligence-bronnen in maart 2018 werd Skripal als eerste door de Spaanse inlichtingendienst opgemerkt als een potentieel interessant contact, maar hij werd rond juli 1995 benaderd door de Britse recruiter en kreeg de codenaam 'Forthwith'. Volgens de FSB was Pablo Miller ook betrokken bij pogingen om andere Russische activa te werven en stond hij in contact met Alexander Litvinenko.
In 1996 werd Skripal vanwege zijn slechte gezondheid (diabetes) teruggestuurd naar Moskou, waar hij ging werken in het hoofdkantoor van GROe en een tijd lang waarnemend directeur was van de personeelsafdeling van GROe. Skripal bekleedde de rang van kolonel toen hij in 1999 met pensioen ging, wegens zijn verminderde gezondheidstoestand. Hij bleef reizen naar Spanje, waar hij een huis in de buurt van Málaga tot zijn beschikking had, en verzorgd werd.
Volgens de Russische aanklagers begon hij in 1995 voor de geheime inlichtingendienst van het Verenigd Koninkrijk te werken (MI6) en gaf hij staatsgeheimen door, zoals de identiteit van Russische inlichtingenagenten. Na zijn pensionering werkte hij op de afdeling interne zaken van het Russische ministerie van Buitenlandse Zaken, terwijl hij bleef werken voor MI6. Hij zou de dekking van 300 Russische agenten hebben opgeblazen.
Vanaf 2001 werkte Skripal bij het Ministerie van Gemeenten van het bestuur van de oblast Moskou.

### Arrestatie en veroordeling
In december 2004 werd Skripal kort nadat hij uit het Verenigd Koninkrijk was teruggekeerd, gearresteerd voor zijn huis in het district Krylatskoje in Moskou. In augustus 2006 werd hij, in een proces achter gesloten deuren, door het Moskouse regionaal militair hof veroordeeld op grond van artikel 275 van het Russische wetboek van strafrecht (hoogverraad in de vorm van spionage). De aanklagers, onder aanvoering van hoofdofficier van justitie Sergei Fridinsky, pleitten voor een straf van 15 jaar, in plaats van het maximum van 20 jaar krachtens artikel 275; zij hielden rekening met verzachtende omstandigheden, zoals zijn samenwerking met onderzoekers. Skripal werd veroordeeld tot dertien jaar opsluiting in een streng beveiligd detentiecentrum; zijn militaire rang en decoraties werden hem afgenomen. De affaire werd pas aan het publiek onthuld nadat hij in augustus 2006 was veroordeeld. De advocaten van Skripal gingen in beroep tegen het vonnis, dat op 30 november 2006 door het Militair College van het Hooggerechtshof werd bevestigd.

### Vrijlating en leven in het VK
In juli 2010 werd Skripal, samen met drie andere Russische staatsburgers die waren opgesloten voor spionage, vrijgelaten als onderdeel van een spionnenruil voor de tien Russische agenten die in de Verenigde Staten waren gearresteerd als onderdeel van het Illegals-programma; eerder had hij al gratie gekregen van de toenmalige president van Rusland, Dmitri Medvedev. De Britse regering had erop aangedrongen dat Skripal in deze ruil zou worden opgenomen.
Skripal verhuisde naar Salisbury, Wiltshire, waar hij in 2011 een huis kocht. Volgens Britse veiligheidsfunctionarissen bleef Skripal na 2010 een tijdlang informatie verstrekken aan inlichtingendiensten van het Verenigd Koninkrijk en andere westerse landen. Skripals echtgenote stierf in 2012 aan uitgezaaide baarmoederkanker. Zijn dochter keerde in 2014 terug naar Moskou en werkte in de verkoop. Zijn zoon stierf op 43-jarige leeftijd in maart 2017, onder onbekende omstandigheden, tijdens een bezoek aan Sint-Petersburg; Sergei's oudere broer stierf in de twee jaar voorafgaand aan Skripals vergiftiging. Zowel de vrouw van Skripal als zijn zoon zijn begraven op een kerkhof bij Salisbury.

### Vergiftiging
Op 4 maart 2018 werden Skripal en zijn 33-jarige dochter Joelia, die op bezoek was vanuit Moskou, bewusteloos (in een catatonische toestand) op een openbare bank bij een winkelcentrum in Salisbury gevonden door Abigail McCourt en haar moeder, de militaire verpleegkundige Alison McCourt. Verplegers brachten hen naar het Salisbury District Hospital, waar medisch personeel vaststelde dat het paar was vergiftigd met een zenuwgas. De politie behandelde de zaak als een groot incident, omdat meerdere instanties betrokken waren. Na het incident controleerden de gezondheidsautoriteiten 21 leden van de hulpdiensten en het publiek op symptomen; drie politieagenten werden opgenomen in het ziekenhuis - twee leden hadden lichte verwondingen, terwijl rechercheur Nick Bailey, die naar het huis van Sergei Skripal was gestuurd, zich in een ernstige toestand bevond. Op 11 maart 2018 waren Skripal en zijn dochter nog steeds in kritieke toestand en Bailey was ernstig ziek maar stabiel.
Op 6 maart werd in het National Counter Terrorism Policing Network besloten dat het Counter Terrorism Command, onderdeel van de Metropolitan Police, het onderzoek van de politie van Wiltshire zou overnemen. Assistent-commissaris Mark Rowley, hoofd van Counter Terrorism Policing, deed een beroep op getuigen van het incident om zich te melden, na een COBR-vergadering (Cabinet Office Briefing Rooms) onder voorzitterschap van minister van Binnenlandse Zaken Amber Rudd.
Op 12 maart 2018 noemde premier Theresa May het middel dat bij de aanval was gebruikt het door Rusland gemaakte novitsjok en eiste uitleg van de Russische regering. Twee dagen later zei May dat Rusland verantwoordelijk was voor het incident en kondigde aan dat als vergelding 23 Russische diplomaten werden uitgezet.
Medio maart 2018 stelde de Russische regering dat haar diplomaten de toegang werd ontzegd tot zowel Sergej Skripal als zijn dochter, die de Russische nationaliteit heeft.
Op 6 september 2018 werd bekend dat twee leden van de Russische geheime dienst GROe verdacht werden van het uitvoeren van de gifaanval. De twee werden in Engeland aangeklaagd voor samenzwering, poging tot moord en het gebruik van zenuwgif. Omdat Rusland geen onderdanen uitlevert werd niet actief geprobeerd om de twee verdachten naar Engeland te halen; ze werden bij verstek aangeklaagd.
In een interview met Russia Today ontkenden de twee verdachten - Ruslan Bosjirov en Alexander Petrov - te werken voor de Russische geheime dienst; ze waren volgens eigen zeggen werkzaam in de fitness-industrie. Op de bewuste dag (4 maart 2018) waren ze wel in Salisbury geweest, maar volgens eigen verklaring was dat om de kathedraal van Salisbury en de resten van de middeleeuwse stad Old Sarum te bezichtigen.
De Britse regering nam de ontkennende verklaring van de twee Russen niet serieus. Een woordvoerder van de premier May verklaarde dat "de leugens en overduidelijke verzinsels in het vraaggesprek met een door de Russische staat gesponsorde tv-omroep ook een belediging zijn van de slachtoffers".
Op 14 september maakte het onderzoekscollectief Bellingcat bekend dat er onregelmatigheden waren geconstateerd met de paspoorten van de twee verdachten. Het leek erop dat beiden wel degelijk banden hadden met de Russische geheime dienst.
Eind september 2018 maakten Bellingcat en het Russische onderzoeksplatform The Insider bekend dat de twee mannen die verklaarden als toeristen naar Salisbury gekomen te zijn niet de waarheid hadden gesproken. De man die bekendstaat als Ruslan Bosjirov is volgens de onderzoekers in werkelijkheid kolonel Anatoli Tsjepiga, een kolonel van de militaire inlichtingendienst GROe. De identiteit van de andere man, die zich voordeed als Aleksander Petrov was nog niet achterhaald, bronnen bevestigden echter dat ook hij een hoge Russische officier was. Op 9 oktober werd bekend dat het zou gaan om een militaire arts bij de GROe, Aleksander Jevgenjevitsj Misjkin.
- Gemeinsame Normdatei: 115383071X
- Library of Congress Control Number: no2018136189
- Nationale Bibliotheek van Tsjechië: jo20181017988
- Nationale Bibliotheek van Polen: a0000003745927
- Système universitaire de documentation: 234267704
- Virtual International Authority File: 4047152080595407230004
- WorldCat: E39PBJx8FbyH83qV8whp4fxbh3